# 돈 갤로웨이

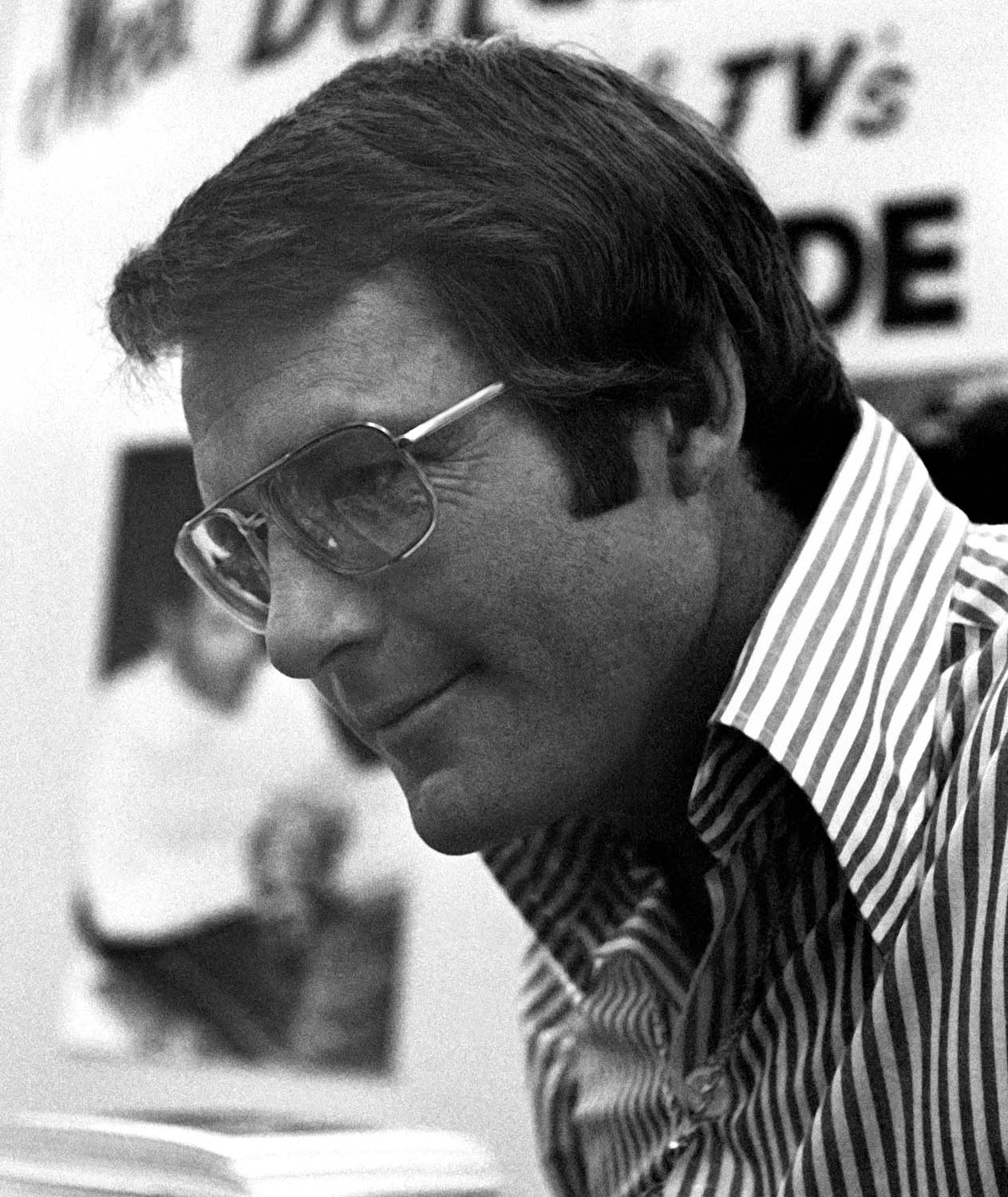

돈 갤러웨이(Don Galloway, 1937년 7월 27일 ~ 2009년 1월 8일)는 미국의 배우, 언론인이다.
리노에서 사망하였다. 사인은 뇌졸중이다.

## 출연 작품

### 영화
- 옛날 옛적 서부에서 (1968)
- 새로운 탄생 (1983)
- 투 문 정션 (1988)
- 불멸의 록 허드슨 (1990, Rock Hudson)
- Original Intent (1990)
- 강철 형사 (1993, The Return Of Ironside)
- 클리포드 (1994, Clifford)
- 둠 제너레이션 (1995)

### 텔레비전
- 아이언사이드 (1967-75)
- 닥터 웰비 (1970)
- 여형사 페퍼 (1975, 1978)
- 미녀 삼총사 (1978)
- 기동순찰대 (1980)
- 꿈꾸는 낙원 (1980-84)
- 더 폴 가이 (1985)
- 제너럴 호스피털 (1985-87)
- 맥가이버 (1989)
- 댈러스 (1990)